# Harald Klauer
Harald Klauer (* 21. Dezember 1960 in Linnich) ist ein deutscher Badmintonspieler. Er betreibt heute in Bonn ein Badminton-Fachgeschäft.

## Karriere
Harald Klauer gewann 1980 die Austrian International im Herrendoppel mit Hans Werner Niesner. Zwei Jahre später siegte er erstmals bei den deutschen Einzelmeisterschaften. 1983, 1985 und 1989 gewann er weitere nationale Titel. 1983 gewann er auch die Deutsche Mannschaftsmeisterschaft mit dem 1. DBC Bonn.

## Sportliche Erfolge
| Saison    | Veranstaltung                        | Disziplin    | Platz | Name |
| --------- | ------------------------------------ | ------------ | ----- | --- |
| 1973/1974 | Deutsche Einzelmeisterschaft U14     | Herreneinzel | 2     | Harald Klauer (Polizei TuS Linnich) |
| 1973/1974 | Deutsche Einzelmeisterschaft U14     | Herrendoppel | 1     | Jörg Diehl / Harald Klauer (WMTV Solingen / Polizei TuS Linnich)                                                                                 |
| 1974/1975 | Deutsche Einzelmeisterschaft U14     | Herrendoppel | 1     | Harald Klauer / Michael Hohensee (Polizei TuS Linnich / TG Mülheim)                                                                              |
| 1976/1977 | Deutsche Einzelmeisterschaft U18     | Herrendoppel | 1     | Harald Klauer / Gerhard Treitinger (Polizei TuS Linnich / SV Fortuna Regensburg)                                                                 |
| 1977/1978 | Deutsche Einzelmeisterschaft U18     | Herrendoppel | 2     | Harald Klauer / Gerhard Treitinger (VfL Wolfsburg / SV Fortuna Regensburg)                                                                       |
| 1978/1979 | Niedersächsische Einzelmeisterschaft | Herreneinzel | 1     | Harald Klauer (VfL Wolfsburg) |
| 1978/1979 | Deutsche Einzelmeisterschaft U18     | Mixed        | 1     | Harald Klauer / Dorett Hökel (VfL Wolfsburg / TV Pforzheim)                                                                                      |
| 1978/1979 | Niedersächsische Einzelmeisterschaft | Herrendoppel | 1     | Hans Werner Niesner / Harald Klauer (VfL Wolfsburg)                                                                                              |
| 1978/1979 | Deutsche Einzelmeisterschaft U18     | Herrendoppel | 1     | Harald Klauer / Gerhard Treitinger (VfL Wolfsburg / SV Fortuna Regensburg)                                                                       |
| 1979      | Junioren-Europameisterschaft         | Herrendoppel | 2     | Harald Klauer / Gerhard Treitinger |
| 1979/1980 | Niedersächsische Einzelmeisterschaft | Herrendoppel | 1     | Hans Werner Niesner / Harald Klauer (VfL Wolfsburg)                                                                                              |
| 1979/1980 | Deutsche Einzelmeisterschaft U22     | Herrendoppel | 1     | Harald Klauer / Gerhard Treitinger (VfL Wolfsburg / SV Fortuna Regensburg)                                                                       |
| 1979/1980 | Niedersächsische Einzelmeisterschaft | Herreneinzel | 1     | Harald Klauer (VfL Wolfsburg) |
| 1979/1980 | Niedersächsische Einzelmeisterschaft | Mixed        | 1     | Harald Klauer / Ingrid Morsch (VfL Wolfsburg) |
| 1980      | Austrian International               | Herrendoppel | 1     | Harald Klauer / Hans Werner Niesner |
| 1980/1981 | Deutsche Einzelmeisterschaft U22     | Herreneinzel | 2     | Harald Klauer (1. DBC Bonn) |
| 1980/1981 | Deutsche Einzelmeisterschaft U22     | Herrendoppel | 2     | Harald Klauer (1. DBC Bonn) / Klaus Treitinger (SV Fortuna Regensburg)                                                                           |
| 1980/1981 | Deutsche Einzelmeisterschaft         | Herrendoppel | 3     | Harald Klauer / Gerhard Treitinger (1. DBC Bonn)                                                                                                 |
| 1981/1982 | Deutsche Einzelmeisterschaft         | Mixed        | 1     | Harald Klauer / Ingrid Morsch (1. DBC Bonn / STC Blau-Weiß Solingen)                                                                             |
| 1982      | Austrian International               | Herreneinzel | 1     | Harald Klauer |
| 1982/1983 | Deutsche Einzelmeisterschaft         | Mixed        | 1     | Harald Klauer / Ingrid Morsch (1. DBC Bonn / STC Blau-Weiß Solingen)                                                                             |
| 1982/1983 | Deutsche Einzelmeisterschaft         | Herrendoppel | 1     | Harald Klauer / Gerhard Treitinger (1. DBC Bonn)                                                                                                 |
| 1982/1983 | Deutsche Mannschaftsmeisterschaft    | Mannschaft   | 1     | 1. DBC Bonn (Karl-Heinz Zwiebler, Roland Maywald, Gerhard Treitinger, Harald Klauer, Gabriele Splett, Eva-Maria Zwiebler)                        |
| 1982/1983 | Deutsche Einzelmeisterschaft         | Herreneinzel | 3     | Harald Klauer (1. DBC Bonn) |
| 1983      | USSR International                   | Herrendoppel | 1     | Thomas Künstler / Harald Klauer |
| 1983      | USSR International                   | Herreneinzel | 1     | Harald Klauer |
| 1983/1984 | Deutsche Einzelmeisterschaft         | Herreneinzel | 2     | Harald Klauer (1. DBC Bonn) |
| 1983/1984 | Deutsche Mannschaftsmeisterschaft    | Mannschaft   | 3     | 1. DBC Bonn (Karl-Heinz Zwiebler, Roland Maywald, Harald Klauer, Rolf Walbrück, Axel Schönfelder, Gaby Splett, Eva-Maria Zwiebler, Dorett Hökel) |
| 1984/1985 | Deutsche Mannschaftsmeisterschaft    | Mannschaft   | 2     | 1. DBC Bonn (Karl-Heinz Zwiebler, Roland Maywald, Harald Klauer, Hartmann, Eva-Maria Zwiebler, Dorett Hökel)                                     |
| 1984/1985 | Deutsche Einzelmeisterschaft         | Mixed        | 1     | Harald Klauer / Kirsten Schmieder (1. DBC Bonn / OSC 04 Rheinhausen)                                                                             |
| 1984/1985 | Deutsche Einzelmeisterschaft         | Herreneinzel | 2     | Harald Klauer (1. DBC Bonn) |
| 1985/1986 | Deutsche Einzelmeisterschaft         | Herrendoppel | 2     | Harald Klauer (1. DBC Bonn) / Guido Schänzler (TTC Brauweiler)                                                                                   |
| 1985/1986 | Deutsche Mannschaftsmeisterschaft    | Mannschaft   | 2     | 1. DBC Bonn (Karl-Heinz Zwiebler, Harald Klauer, Armin Hartmann, Jörg Diehl, Eva-Maria Zwiebler, Dorett Hökel)                                   |
| 1987/1988 | Deutsche Einzelmeisterschaft         | Mixed        | 3     | Harald Klauer / Dorett Hökel (1. DBC Bonn) |
| 1987/1988 | Deutsche Einzelmeisterschaft         | Herreneinzel | 2     | Harald Klauer (1. DBC Bonn) |
| 1988/1989 | Deutsche Einzelmeisterschaft         | Mixed        | 3     | Harald Klauer / Christine Skropke (1. DBC Bonn / FC Bayer 05 Uerdingen)                                                                          |
| 1988/1989 | Deutsche Einzelmeisterschaft         | Herrendoppel | 1     | Harald Klauer / Ralf Rausch (1. DBC Bonn / FC Bayer 05 Uerdingen)                                                                                |
| 1989/1990 | Deutsche Einzelmeisterschaft         | Herrendoppel | 3     | Harald Klauer / Volker Renzelmann (SSV Heiligenwald / TTC Brauweiler)                                                                            |